# Петряса (Біхор)
Петряса (рум. Petreasa) — село у повіті Біхор в Румунії. Входить до складу комуни Реметя.
Село розташоване на відстані 386 км на північний захід від Бухареста, 51 км на південний схід від Ораді, 95 км на захід від Клуж-Напоки, 136 км на північний схід від Тімішоари.

## Населення
За даними перепису населення 2002 року у селі проживали 417 осіб.
Національний склад населення села:
| Національність | Кількість осіб | Відсоток |
| -------------- | -------------- | -------- |
| румуни         | 351            | 84,2%    |
| цигани         | 66             | 15,8%    |

Рідною мовою назвали:
| Мова      | Кількість осіб | Відсоток |
| --------- | -------------- | -------- |
| румунська | 344            | 82,5%    |
| циганська | 72             | 17,3%    |